# Årets Arne
Årets Arne Award är ett danskt arkitekturpris. Det delas ut årligen sedan 2007 av Akademisk Arkitektforenings lokalavdelning i Köpenhamn till arkitekter eller andra personer som bidragit till arkitektoniskt nytänkande i Köpenhamn. Priset är uppkallat efter Arne Jacobsen.
Priset är en liten skulptur i akryl, med en bild av Arne Jacobsens ansikte. 

## Pristagare av Årets Store Arne
- 2021: Enghaveparken, ritat av arkitektkontoret Tredje Natur[1]
- 2020:  Arkitektkontoret SLA för Sankt Kjelds Plads och Bryggervangen[2]
- 2019:  Arkitektkontoret Leth & Gori för Elefanthuset
- 2018:  Arkitektkontoret Entasis för Kanonhuset
- 2017:  Praksis Arkitekter för Carlsbergsfondets forskarbostäder
- 2016:  Falko Arkitekter genom Tage Lyneborg, Høgni T. Hansen och Carl Th. Lyneborg för auditoriet i Falkonergårdens Gymnasium
- 2015:  Dissing+Weitling för Cykelslangen
- 2014:  BBP Arkitekter för ombyggnad av Trollbeads domicil
- 2013:  KHR Arkitekter och Bisgaard Landskabsarkitekter för Ørestad Skole og Bibliotek
- 2012:  Köpenhamns kommun för arbetet med stadens friarealer
- 2011:  Lundgaard & Tranberg Arkitekter, för de tre husen Tietgenkollegiet i Ørestad Nord,  SEB Bank i Köpenhamns hamn och Skuespilhuset i Indre By.
- 2010:  Dorte Mandrup Arkitekter för ombyggnad av Munkegårdsskolan i Gentofte
- 2009:  Arkitekterna Saskia Peinow, Kristine Sundahl och Kalle Jørgensen för projektet "Under Opførelse" med stora bilder på fingerade byggprojekt i gatumiljö
- 2008:  Brian Mikkelsen, kulturminister
- 2007:  Foster + Partners för förslag till torn på Tivoli (Köpenhamn)

## Pristagare av Årets Lille Arne (Vindere Initiativprisen)
- 2021: Nyhetsmediet Byrummonitor
- 2020: Volontärprojektet Sydhavnens Folkemøde
- 2019: KADK/Institut for Bygningskunst, By og Landskap för utgivning av Atlas of the Copenhagens och Hjem–Bebyggelser–By–Bolig og velfærd i København
- 2018: Företaget Lejerbo för att konkretisera sin av Gehl Architects utformade byggherrestrategi från 2015 genom av BIG ritade allmännyttiga bostäder på Dortheavej
- 2017: ArcgencY Arkitekter, Allan Lyth, Tal R, Marianne Tuxen och Lennart Lajboschitz för ombyggnaden av Absalons Kirke till Folkehuset Absalon i stadsdelen Vesterbro
- 2016: Köpenhamns kommun för utformning av sin policy för hantering av skyfall
- 2015: Arkitekturfestivalen Copenhagen Architectural Festival x Film
- 2014: Arkitekter Uden Grænser för boken Developing Architecture, Learning from Sierra Leone
- 2013: ORT – Open Research Team for Øerne i Ørestad
- 2012: Nätverket Givrum.nu
- 2011: Gottlieb Paludan Arkitekter och Risø DTU (Danmarks Tekniske Universitet) för Green Power Island, ett projekt för att lagra energi från vindkraftverk via vattenkraft.
- 2010: Jan Gehl